# Bahnhof Bad Liebenstein
Der Bahnhof Bad Liebenstein wurde als Endpunkt der Bahnstrecke von Immelborn noch unter dem Namen Liebenstein-Schweina eröffnet.

## Geschichte
Am 1. August 1889 konnte die Bahnstrecke Immelborn–Liebenstein-Schweina feierlich eröffnet werden. Ein Weiterbau der Strecke nach Waltershausen oder Friedrichroda kam damals nicht zustande, so dass der Bahnhof kein Kreuzungsgleis erhielt. Im Jahre 1924 kam es zu einer Umbenennung des Bahnhofes in Bad Liebenstein-Schweina und wenige Jahre später, 1927, wurde die Verlängerung der Bahnstrecke zum Bahnhof Steinbach (Kreis Meiningen) in Betrieb genommen. Etwa zur gleichen Zeit wurde der Lokbahnhof des Bahnbetriebswerkes Meiningen geschlossen. Da das Land Thüringen die finanzielle Unterstützung für eine Verbindung der Gleise 1 und 2 zurückzog, konnte der Bahnhof wiederum nicht zum Kreuzungsbahnhof ausgebaut werden.
In den Jahren zwischen 1916 und 1927 bestand im Bahnhof Anschluss an die Steinbacher Bergwerksbahn.

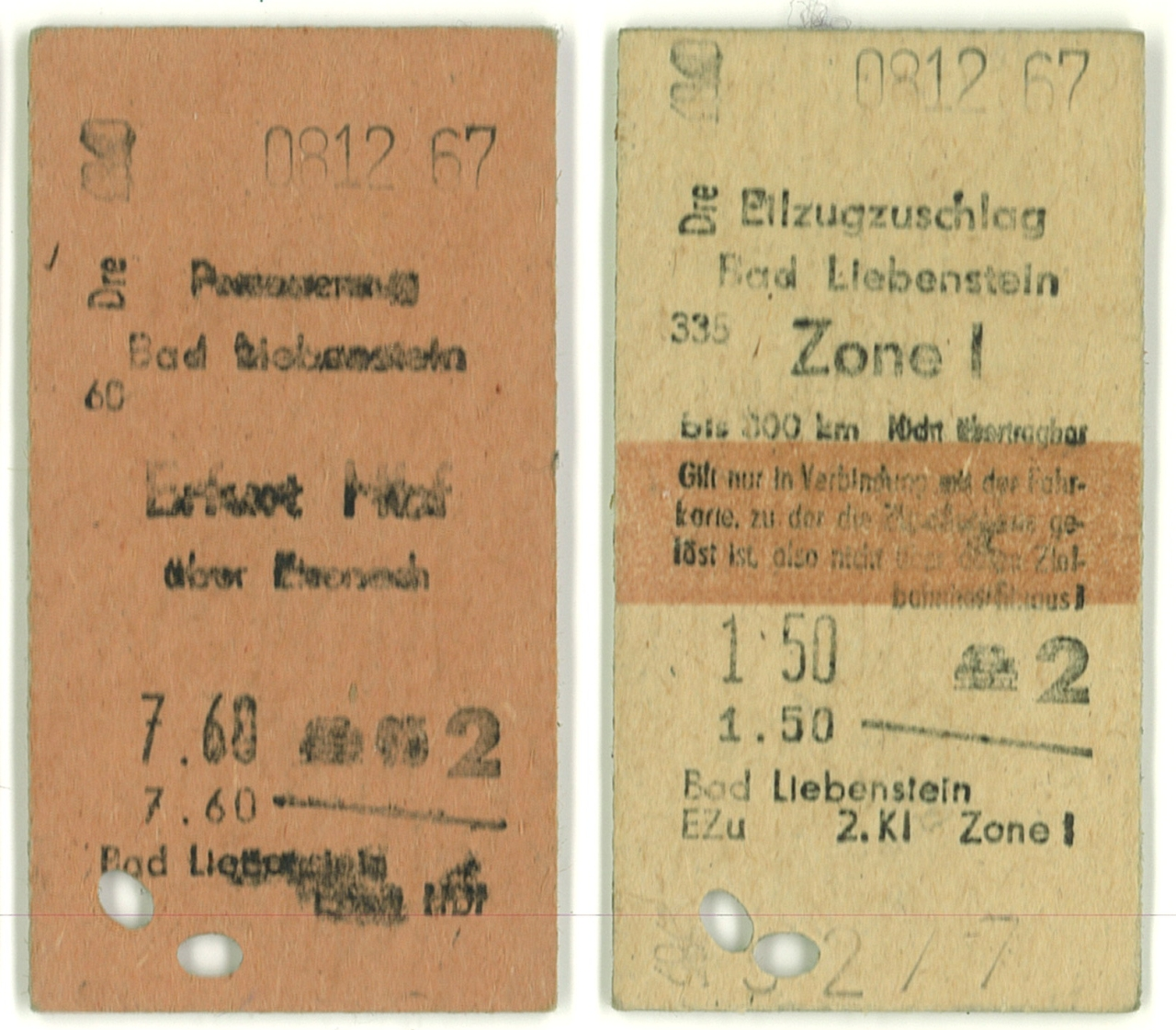
Fahrkarte für einen Eilzug ab Bad Liebenstein (1967)

Nach dem Zweiten Weltkrieg kam es zu einer abermaligen Umbenennung des Bahnhofes in Bad Liebenstein und es gab eine Eilzugverbindung Bad Liebenstein–Leipzig Hbf bzw. Bad Liebenstein–Zwickau. 1960 bedienten täglich ca. 20 Züge den Bahnhof. Mitte der 1960er Jahre wurde nur noch auf Verschleiß gefahren und die Streckenhöchstgeschwindigkeit sank ständig. Der Eilzug wurde in einen Kurswagen umgewandelt und im Jahr 1968 der Personenverkehr eingestellt. Die Stilllegung der Strecke und die Schließung des Gütertarifbahnhofes fanden am 13. Januar 1973 statt.
Bis zum Jahr 1993 blieb im Bahnhof Bad Liebenstein die Fahrkartenausgabe sowie die Gepäckabfertigung geöffnet. Der Ort Bad Liebenstein wird noch immer (Stand April 2025) im Betriebsstellenverzeichnis der Deutschen Bahn geführt (Bezeichnung ULST, Bad Liebenstein Post, Bushaltestelle). Die Mitropa-Gaststätte blieb bis 1990 erhalten.
Nach jahrelangem Leerstand wurde das – bis dahin unter Denkmalschutz stehende – Gebäude 2002 abgerissen. Von den Bahnanlagen sind lediglich der zweiständige Lokschuppen (seit 2006 Feuerwehrhaus) und eine zugeschüttete Kopframpe erhalten.
Der Bahnhof besaß in seiner größten Ausdehnung neben dem durchgehenden Hauptgleis sieben weitere Gleise, davon drei Ladegleise und zwei als Zufahrt zum Lokschuppen. Neben dem Bahnhofsgebäude waren auch noch die Güterabfertigung, ein Abortgebäude und ein Lagerschuppen der Post sowie ein Lademaß und ein Wasserkran vorhanden. Des Weiteren war der Bahnhof von Immelborn her mit einem zweiflügeligen mechanischen Einfahrsignal (zwar gab es nur eine Einfahrt nach Gleis 1, aber die Einfahrweiche lag im Bogen) und von Steinbach her mit einem einflügeligen Einfahrsignal ausgerüstet. Anstatt von Vorsignalen waren Kreuztafeln aufgestellt. Das mechanische Stellwerk der Bauart Jüdel befand sich im Bahnhofsgebäude und sicherte zusätzlich die Fahrstraße.